# Marknader och demokrati: uppbrott från majoritetens tyranni

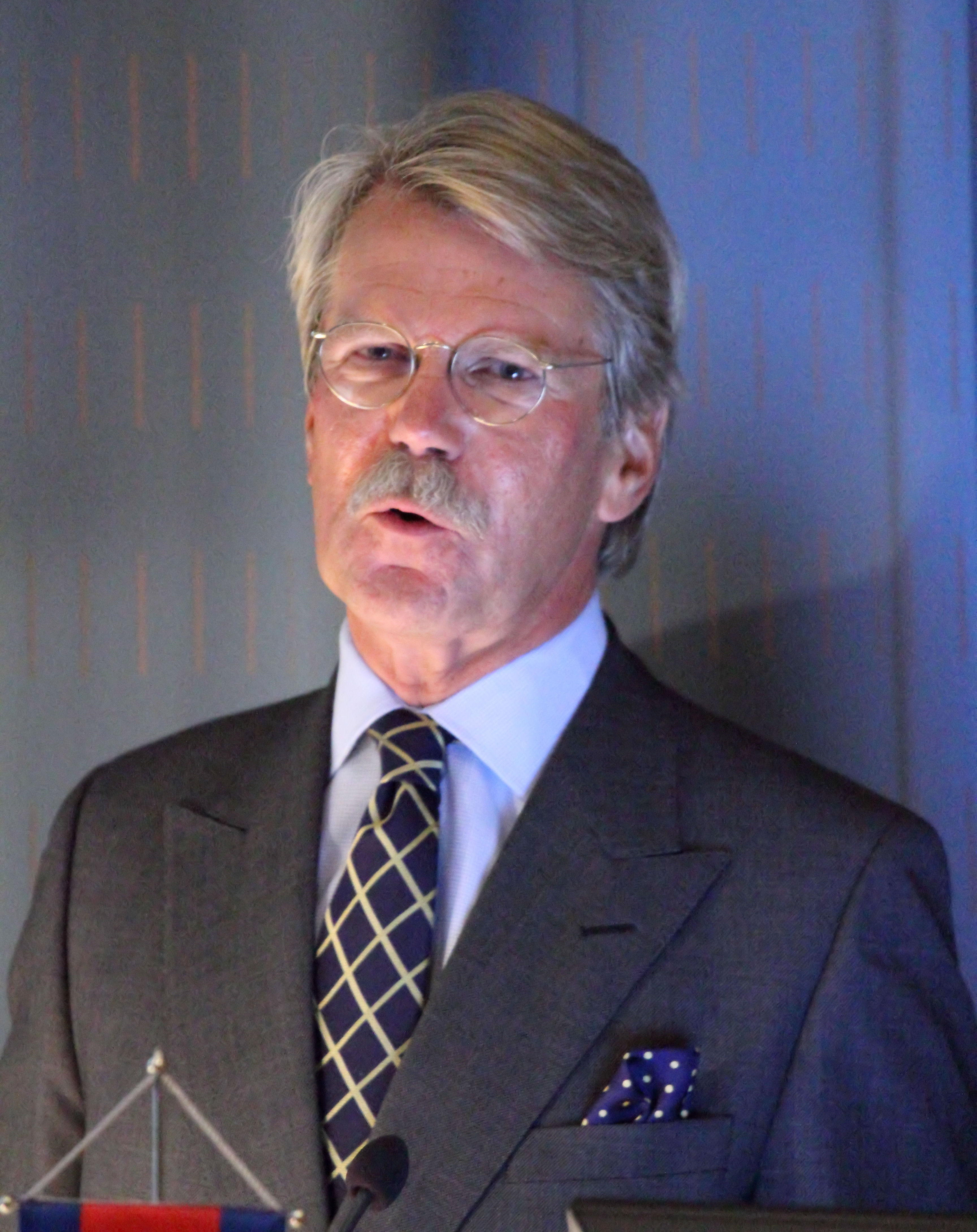
Björn Wahlroos, författare till Marknad och demokrati.

Marknader och demokrati: uppbrott från majoritetens tyranni är en bok från 2012 av den finlandssvenske finansmannen Björn Wahlroos som sedan 2011 är styrelseordförande för Nordea. I boken resonerar författaren kring olika problemställningar i skärningspunkten mellan ekonomi och demokrati och relationerna mellan markvärde, äganderätt och styre. Utifrån resonemang om demokratins begränsningar, främst utifrån ekonomisk tillväxt-synpunkt, och marknadens fördelar förordas en ny samhällsordning där majoritetsdemokratin kraftigt tonas ned samtidigt som utrymmet för marknaden ökar. 

## Kritik
Kritik mot boken har bland annat framförts av Bjarne Nitovuori i en recensionskrönika i den finlandssvenska tidningen Hufvudstadsbladet. Nitovuori menar att Wahlroos underkännande av majoritetsdemokratin eftersom den leder till att minoriteterna måste acceptera beslut som de inte gillar, till skillnad från i marknaden, är ett resonemang som inte håller. Dessutom ser han inte någon förklaring i boken till varför "vinsterna skall privatiseras och förlusterna socialiseras".